# Arycanda arycandata
Arycanda arycandata är en fjärilsart som beskrevs av Walker 1862. Arycanda arycandata ingår i släktet Arycanda och familjen mätare. Inga underarter finns listade i Catalogue of Life.